# Марк Валерій Мессала (консул 161 року до н. е.)
Марк Вале́рій Месса́ла (лат. Marcus Valerius Messalla; III—II століття до н. е.) — політичний, державний і військовий діяч часів Римської республіки, консул 161 року до н. е.

## Біографія
Походив з давнього і впливового патриціанського роду Валеріїв. Син Марка Валерія Мессали, консула 188 року до н. е.
161 року до н. е. його було обрано консулом разом з Гаєм Фаннієм Страбоном. Під час цього консулату військових дій не велося. Була прийнята сенатська постанова, яка заборонила грецьким ораторам перебувати в Римі і навчати юнаків риториці. 
У 154 році до н. е. Марка Валерія було обрано цензором, хоча він до цього не раз від них отримував догани.
З того часу про подальшу долю Марка Валерія Мессали згадок немає.